# Bandwitvlekmot
De bandwitvlekmot (Phylloporia bistrigella) is een nachtvlinder uit de familie van de witvlekmotten (Incurvariidae). 
De spanwijdte van de vlinder bedraagt tussen de 7 tot 9 millimeter. 
De soort komt voor in Europa. In Nederland en België is de soort zeldzaam.

## Waardplanten
De bandwitvlekmot gebruikt berken als waardplant. 